# فاطمیه (سیروان)
فاطمیه، روستایی از توابع بخش مرکزی شهرستان سیروان در استان ایلام ایران است.

## جمعیت
این روستا در دهستان لومار قرار دارد و براساس سرشماری مرکز آمار ایران در سال ۱۳۸۵، جمعیت آن ۱۹ نفر (۵خانوار) بوده‌است.